# Крндија
Крндија је планина у средишњој Славонији. Налази се североисточно од Пожешке котлине. Највиши врх планине је Каповац (792 метра). У непосредној близини Каповца налази се православни манастир Светог Николе - Ораховица из 16. века.
Најважније насеље у југозападном подножју је Кутјево. Предео Крндије је шумовит, винородан, воћарски крај.
Преко планине воде пут и железничка пруга Пожега - Нашице.